# Łabędzin
Łabędzin – wieś w Polsce, położona w województwie kujawsko-pomorskim, w powiecie radziejowskim, w gminie Piotrków Kujawski.
W latach 1975–1998 wieś administracyjnie należała do województwa włocławskiego.
Wieś sołecka – zobacz jednostki pomocnicze gminy Piotrków Kujawski w BIP.

## Integralne części wsi
| SIMC    | Nazwa   | Rodzaj    |
| ------- | ------- | --------- |
| 0867489 | Jurkowo | część wsi |

## Demografia
Według Narodowego Spisu Powszechnego (III 2011 r.) liczyła 157 mieszkańców. Jest trzynastą co do wielkości miejscowością gminy Piotrków Kujawski.